# Episodi di The Middle (quarta stagione)
La quarta stagione della serie televisiva The Middle è stata trasmessa dal canale statunitense ABC a partire dal 26 settembre 2012 con un primo episodio speciale dalla durata di un'ora fino al 22 maggio 2013.
In Italia viene trasmessa dal 29 marzo al 30 agosto 2013 su Joi, canale a pagamento della piattaforma Mediaset Premium. In chiaro, viene trasmessa dal 24 dicembre 2013 al 10 gennaio 2014 su Italia1.
| nº | Titolo originale                | Titolo italiano               | Prima TV USA      | Prima TV Italia |
| -- | ------------------------------- | ----------------------------- | ----------------- | --------------- |
| 1  | Last Whiff of Summer (Part One) | Chi è il figlio preferito?    | 26 settembre 2012 | 29 marzo 2013   |
| 2  | Last Whiff of Summer (Part Two) | Salvati dalla fiera           | 26 settembre 2012 | 5 aprile 2013   |
| 3  | The Second Act                  | Il secondo atto               | 3 ottobre 2012    | 12 aprile 2013  |
| 4  | Bunny Therapy                   | Bunny therapy                 | 10 ottobre 2012   | 19 aprile 2013  |
| 5  | The Hose                        | Tutta colpa del tubo!         | 17 ottobre 2012   | 26 aprile 2013  |
| 6  | Halloween III: The Driving      | Un pieno di zuccheri!         | 24 ottobre 2012   | 3 maggio 2013   |
| 7  | The Safe                        | La cassaforte                 | 7 novembre 2012   | 10 maggio 2013  |
| 8  | Thanksgiving IV                 | Arrivano i marines!           | 14 novembre 2012  | 17 maggio 2013  |
| 9  | Christmas Help                  | Sconti di Natale!             | 5 dicembre 2012   | 24 maggio 2013  |
| 10 | Twenty Years                    | Planet Nowhere                | 12 dicembre 2012  | 31 maggio 2013  |
| 11 | Life Skills                     | Life skills                   | 9 gennaio 2013    | 7 giugno 2013   |
| 12 | One Kid at Time                 | Un figlio alla volta          | 16 gennaio 2013   | 14 giugno 2013  |
| 13 | The Friend                      | I nuovi vicini                | 23 gennaio 2013   | 21 giugno 2013  |
| 14 | The Smile                       | Voglio l'iPad!                | 6 febbraio 2013   | 28 giugno 2013  |
| 15 | Valentine's Day IV              | La Boss Co. le lascia per te! | 13 febbraio 2013  | 5 luglio 2013   |
| 16 | Winners and Losers              | La serata degli Oscar         | 20 febbraio 2013  | 12 luglio 2013  |
| 17 | Wheel of Pain                   | La ruota del supplizio        | 27 febbraio 2013  | 19 luglio 2013  |
| 18 | The Name                        | Cambio nome!                  | 27 marzo 2013     | 26 luglio 2013  |
| 19 | The Bachelor                    | The Bachelor                  | 3 aprile 2013     | 2 agosto 2013   |
| 20 | Dollar Days                     | Tu, io e Sue!                 | 10 aprile 2013    | 9 agosto 2013   |
| 21 | From Orson with Love            | Grazie, Facebook!             | 1º maggio 2013    | 16 agosto 2013  |
| 22 | Hallelujah Hoedown              | Il regalo giusto per mamma    | 8 maggio 2013     | 23 agosto 2013  |
| 23 | The Ditch                       | Una bugia tira l'altra        | 15 maggio 2013    | 30 agosto 2013  |
| 24 | The Graduation                  | L'addio alle superiori        | 22 maggio 2013    | 30 agosto 2013  |